# Jumbo (Bee Gees-dal)
A Jumbo a Bee Gees együttes dala, melyet az 1968-as Idea albumhoz rögzítettek, de eredetileg csak kislemezen jelent meg. Később a Tales from The Brothers Gibb válogatáslemezen, és bónuszként az Idea album újrakiadásán szerepelt. A kislemez a korábbi slágerlistás dalokhoz képest se az Amerikai Egyesült Államokban, se Angliában nem került be a Top 20-ba a slágerlistán.
A B-oldalra került, a nagylemezen szintén nem hallható The Singer Sang His Song számot az együttes előadta a World Star Festival-on, az UNICEF jótékonysági koncerten 1969 első negyedévében.

## A kislemez dalai
- Jumbo  (Barry, Robin és Maurice Gibb) – 2:07 (ének: Barry Gibb)
- The Singer Sang His Song (Barry, Robin és Maurice Gibb) – 3:07 (ének: Robin Gibb)

## Az EP dalai
A-oldal
1. Jumbo  (Barry, Robin és Maurice Gibb) – 2:07 (ének: Barry Gibb)
2. The Singer Sang His Song (Barry, Robin és Maurice Gibb) – 3:07 (ének: Robin Gibb)

B-oldal
1. I’ve Gotta Get a Message to You (Barry, Robin és Maurice Gibb) – 2:59 (ének: Barry Gibb, Robin Gibb)
2. Kitty Can (Barry, Robin és Maurice Gibb) – 3:20 (ének: Barry Gibb, Robin Gibb)

## Az ausztrál EP dalai
A-oldal
1. Jumbo  (Barry, Robin és Maurice Gibb) – 2:07 (ének: Barry Gibb)
2. The Singer Sang His Song (Barry, Robin és Maurice Gibb) – 3:07 (ének: Robin Gibb)

B-oldal
1. The Ernest of Being George (Barry, Robin és Maurice Gibb) – 2:37 (ének: Barry Gibb)
2. The Change Is Made (Barry, Robin és Maurice Gibb) – 3:29 (ének: Barry Gibb)

## Közreműködők
- Barry Gibb – ének, gitár
- Robin Gibb – ének, orgona
- Maurice Gibb – ének,  gitár, zongora
- Vince Melouney – gitár
- Colin Petersen – dob
- stúdiózenekar Bill Shepherd vezényletével
- hangmérnök – Mike Claydon; Damon Lyon Shaw, John Pantry

## Listás helyezések
| Ország           | Legjobb helyezés |
| ---------------- | ---------------- |
| Hollandia        | 3                |
| Kína             | 4                |
| Németország      | 5                |
| Ausztria         | 9                |
| Kanada           | 16               |
| Belgium          | 18               |
| Ausztrália       | 20               |
| Franciaország    | 25               |
| Anglia           | 25               |
| Egyesült Államok | 57               |